# آکمنه
آکمنه (به لاتین: Akmenė) در لیتوانی با جمعیت ۲٬۸۱۳ نفر است که در samogitia واقع شده‌است.